# Leishmania mexicana
Leishmania mexicana é uma espécie de protozoário flagelado da família Trypanosomatidae. A espécie é o agente etiológico da leishmaniose cutânea do Novo Mundo.
A espécie foi descrita em 1953 por Biagi como Leishmania tropica mexicana. Em 1962, Garnham emendou a descrição considerando-a uma espécie distinta.